# Mistrovství světa v hokeji na kolečkových bruslích

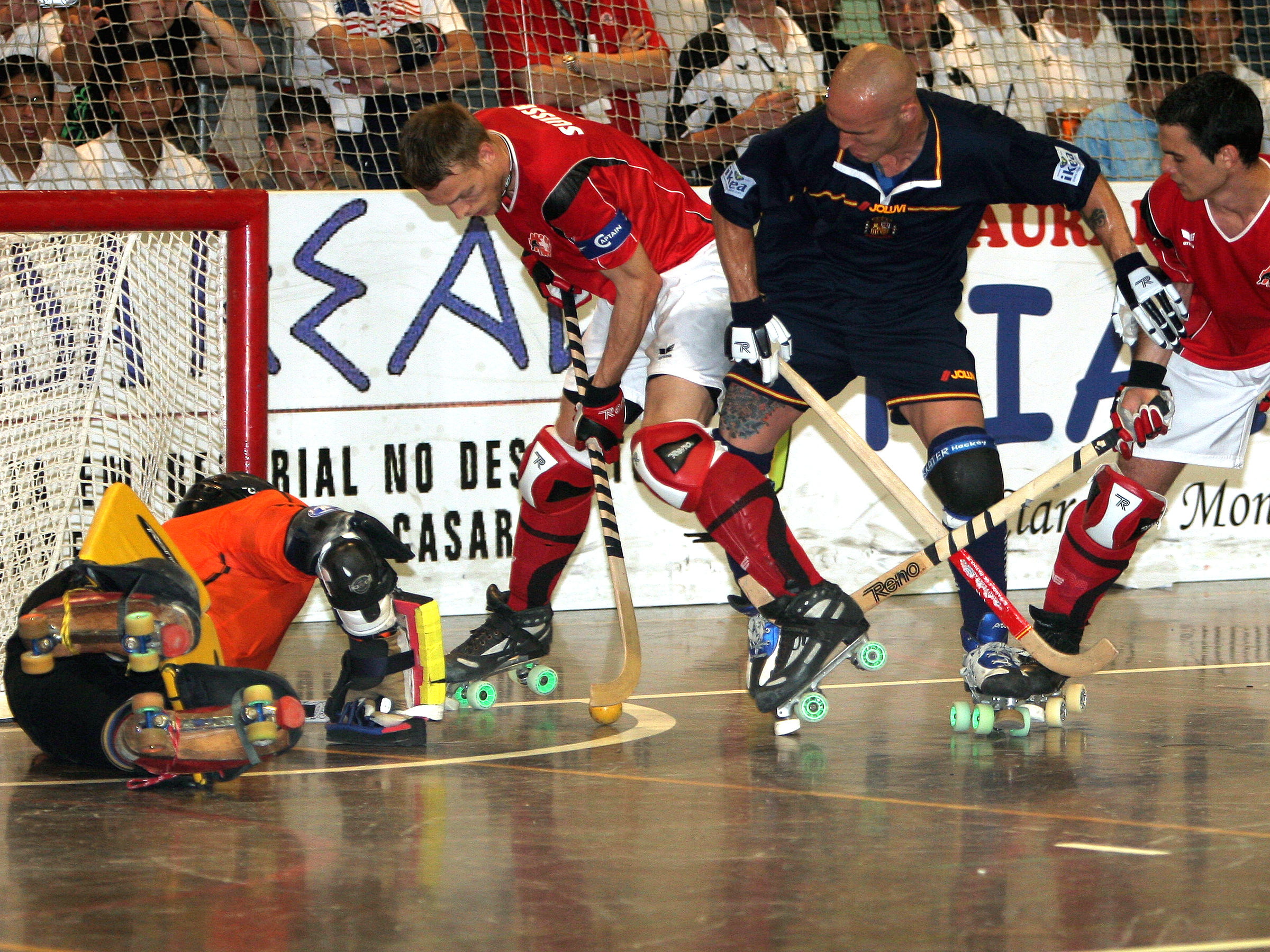
Snímek z finále MS 2007 mezi Španěly a Švýcary

Mistrovství světa v hokeji na kolečkových bruslích se koná od roku 1936. Pořádá ho Mezinárodní federace kolečkových sportů a hraje se jednou za dva roky. Do roku 1956 fungoval turnaj zároveň jako mistrovství Evropy v hokeji na kolečkových bruslích, pak byly obě soutěže odděleny vzhledem k rostoucí účasti mimoevropských týmů. Šampionátu se účastní šestnáct mužstev rozdělených do čtyř čtyřčlenných skupin. V roce 1984 bylo zavedeno mistrovství výkonnostní skupiny B, z něhož postupuje trojice nejlepších týmů a nahradí tři poslední z každého mistrovství. Od roku 1992 se hraje také ženský šampionát. 
Historicky nejvyššího vítězství dosáhlo Švýcarsko na MS 1980, když zdolalo Indii 56:0. V letech 1982 až 2001 postupovaly nejlepší týmy z mistrovství světa na Světové hry, pak ale byl do programu Světových her místo hokeje na kolečkových bruslích zařazen inline hokej.

## Muži, kategorie A

### Medailisté
| Rok  | Místo                | Zlato       | Stříbro     | Bronz       |
| 1936 | Německo, Stuttgart   | Anglie      | Itálie      | Portugalsko |
| 1939 | Švýcarsko, Montreux  | Anglie      | Itálie      | Portugalsko |
| 1947 | Portugalsko, Lisabon | Portugalsko | Belgie      | Španělsko   |
| 1948 | Švýcarsko, Montreux  | Portugalsko | Anglie      | Itálie      |
| 1949 | Portugalsko, Lisabon | Portugalsko | Španělsko   | Itálie      |
| 1950 | Itálie, Milan        | Portugalsko | Itálie      | Švýcarsko   |
| 1951 | Španělsko, Barcelona | Španělsko   | Portugalsko | Itálie      |
| 1952 | Portugalsko, Porto   | Portugalsko | Itálie      | Španělsko   |
| 1953 | Švýcarsko, Ženeva    | Itálie      | Portugalsko | Španělsko   |
| 1954 | Španělsko, Barcelona | Španělsko   | Portugalsko | Itálie      |
| 1955 | Itálie, Milan        | Španělsko   | Itálie      | Portugalsko |
| 1956 | Portugalsko, Porto   | Portugalsko | Španělsko   | Itálie      |

| Rok  | Místo                               | Zlato       | Stříbro     | Bronz       |
| 1958 | Portugalsko, Porto                  | Portugalsko | Španělsko   | Itálie      |
| 1960 | Španělsko, Madrid                   | Portugalsko | Španělsko   | Argentina   |
| 1962 | Chile, Santiago                     | Portugalsko | Itálie      | Španělsko   |
| 1964 | Španělsko, Barcelona                | Španělsko   | Portugalsko | Itálie      |
| 1966 | Brazílie, São Paulo                 | Španělsko   | Portugalsko | Argentina   |
| 1968 | Portugalsko, Porto                  | Portugalsko | Španělsko   | Argentina   |
| 1970 | Argentina, San Juan                 | Španělsko   | Portugalsko | Itálie      |
| 1972 | Španělsko, A Coruña                 | Španělsko   | Portugalsko | Argentina   |
| 1974 | Portugalsko, Lisabon                | Portugalsko | Španělsko   | Argentina   |
| 1976 | Španělsko, Oviedo                   | Španělsko   | Argentina   | Portugalsko |
| 1978 | Argentina, San Juan                 | Argentina   | Španělsko   | Portugalsko |
| 1980 | Chile, Talcahuano                   | Španělsko   | Argentina   | Portugalsko |
| 1982 | Portugalsko, Barcelos               | Portugalsko | Španělsko   | Argentina   |
| 1984 | Itálie, Novara                      | Argentina   | Itálie      | Portugalsko |
| 1986 | Brazílie, Sertãozinho               | Itálie      | Španělsko   | Portugalsko |
| 1988 | Španělsko, A Coruña                 | Itálie      | Španělsko   | Portugalsko |
| 1989 | Argentina, San Juan                 | Španělsko   | Portugalsko | Itálie      |
| 1991 | Portugalsko, Porto                  | Portugalsko | Nizozemsko  | Argentina   |
| 1993 | Itálie, Bassano d. G. a Sesto S. G. | Portugalsko | Itálie      | Argentina   |
| 1995 | Brazílie, Recife                    | Argentina   | Portugalsko | Španělsko   |
| 1997 | Německo, Wuppertal                  | Itálie      | Argentina   | Španělsko   |
| 1999 | Španělsko, Reus                     | Argentina   | Španělsko   | Portugalsko |
| 2001 | Argentina, San Juan                 | Španělsko   | Argentina   | Itálie      |
| 2003 | Portugalsko, Oliveira de Azeméis    | Portugalsko | Itálie      | Španělsko   |
| 2005 | USA, San Jose                       | Španělsko   | Argentina   | Portugalsko |
| 2007 | Švýcarsko, Montreux                 | Španělsko   | Švýcarsko   | Argentina   |
| 2009 | Španělsko, Vigo                     | Španělsko   | Argentina   | Portugalsko |
| 2011 | Argentina, San Juan                 | Španělsko   | Argentina   | Portugalsko |
| 2013 | Angola, Luanda a Namibe             | Španělsko   | Argentina   | Portugalsko |
| 2015 | Francie, La Roche-sur-Yon           | Argentina   | Španělsko   | Portugalsko |
| 2017 | Čína, Nanking                       | Španělsko   | Portugalsko | Argentina   |
| 2019 | Španělsko, Barcelona                | Portugalsko | Argentina   | Španělsko   |
| 2022 | Argentina, San Juan                 | Argentina   | Portugalsko | Francie     |
| 2024 | Itálie, Novara                      | Španělsko   | Argentina   | Itálie      |

### Medailová bilance
| Pořadí | Družstva    | zlato | stříbro                                                                     | bronz                                                                                         | Medaile |
| ------ | ----------- | --- | --------------------------------------------------------------------------- | --------------------------------------------------------------------------------------------- | ------- |
| 1.     | Španělsko   | 18 (1951, 1954, 1955, 1964, 1966, 1970, 1972, 1976, 1980, 1990, 2001, 2005, 2007, 2009, 2011, 2013, 2017, 2024) | 12 (1949, 1956, 1958, 1960, 1968, 1974, 1978, 1982, 1986, 1988, 1999, 2015) | 8 (1947, 1952, 1953, 1962, 1995, 1997, 2003, 2019)                                            | 38      |
| 2.     | Portugalsko | 16 (1947, 1948, 1949, 1950, 1952, 1956, 1958, 1960, 1962, 1968, 1974, 1982, 1991, 1993, 2003, 2019)             | 11 (1951, 1953, 1954, 1964, 1966, 1970, 1972, 1990, 1995, 2017, 2022)       | 15 (1936, 1939, 1955, 1976, 1978, 1980, 1984, 1986, 1988, 1999, 2005, 2009, 2011, 2013, 2015) | 42      |
| 3.     | Argentina   | 6 (1978, 1984, 1995, 1999, 2015, 2022)                                                                          | 10 (1976, 1980, 1997, 2001, 2005, 2009, 2011, 2013, 2019, 2024)             | 10 (1960, 1966, 1968, 1972, 1974, 1982, 1991, 1993, 2007, 2017)                               | 24      |
| 4.     | Itálie      | 4 (1953, 1986, 1988, 1997)                                                                                      | 9 (1936, 1939, 1950, 1952, 1955, 1962, 1984, 1993, 2003)                    | 11 (1948, 1949, 1951, 1954, 1956, 1958, 1964, 1970, 1990, 2001, 2024)                         | 22      |
| 5.     | Anglie      | 2 (1936, 1939)                                                                                                  | 1 (1948)                                                                    | 0                                                                                             | 3       |
| 6.     | Švýcarsko   | 0 | 1 (2007)                                                                    | 1 (1950)                                                                                      | 2       |
| 7.     | Nizozemsko  | 0 | 1 (1991)                                                                    | 0                                                                                             | 1       |
| 7.     | Belgie      | 0 | 1 (1947)                                                                    | 0                                                                                             | 1       |
| 9.     | Francie     | 0 | 0                                                                           | 1 (2022)                                                                                      | 1       |